# Bergues-sur-Sambre
Pour les articles homonymes, voir Bergues (homonymie).
Bergues-sur-Sambre est une commune française située dans le département de l'Aisne en région Hauts-de-France.

## Géographie
Commune située sur la RD 1043.

### Hydrographie

#### Réseau hydrographique
La commune est traversée par la ligne de partage des eaux entre les bassins hydrographiques Artois-Picardie et Seine-Normandie. Elle est drainée par la rivière Sambre, le ruisseau des Vannois et l'Erresy,.
La rivière Sambre, d'une longueur de 17 km, prend sa source dans la commune de Fontenelle et se jette  dans divers bras de Décharge, confluence du Canal de la Sambre à l'Oise au Bassin d'Alimentation de Fesmy à Rejet-de-Beaulieu, après avoir traversé huit communes.

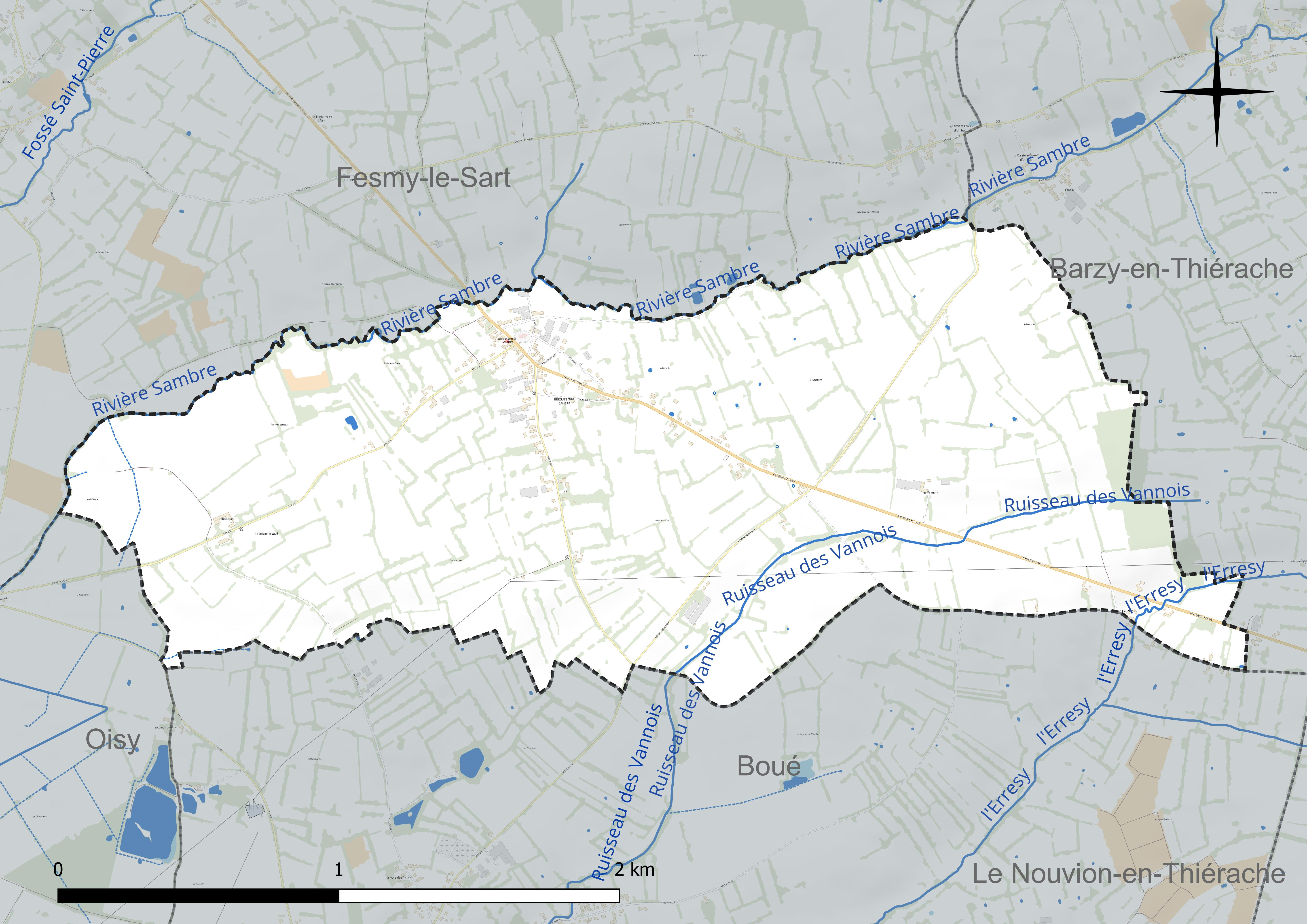
Réseau hydrographique de Bergues-sur-Sambre.

#### Gestion et qualité des eaux
Le territoire communal est couvert par le schéma d'aménagement et de gestion des eaux (SAGE) « Sambre ». Ce document de planification concerne un territoire de 1 253 km2 de superficie, délimité par le bassin versant de la Sambre. Le périmètre a été arrêté le 1er novembre 2003 et le SAGE proprement dit a été approuvé le 21 septembre 2012, puis modifié le 18 août 2022. La structure porteuse de l'élaboration et de la mise en œuvre est le syndicat mixte du Parc naturel régional de l'Avesnois.
La qualité des cours d'eau peut être consultée sur un site spécial géré par les agences de l'eau et l'Agence française pour la biodiversité.

### Climat
Pour des articles plus généraux, voir Climat des Hauts-de-France et Climat de l'Aisne.
En 2010, le climat de la commune est de type climat des marges montargnardes, selon une étude du CNRS s'appuyant sur une série de données couvrant la période 1971-2000. En 2020, Météo-France publie une typologie des climats de la France métropolitaine dans laquelle la commune est exposée à un climat océanique altéré et est dans la région climatique Nord-est du bassin Parisien, caractérisée par un ensoleillement médiocre, une pluviométrie moyenne régulièrement répartie au cours de l'année et un hiver froid (3 °C).
Pour la période 1971-2000, la température annuelle moyenne est de 9,9 °C, avec  une amplitude thermique annuelle de 15 °C. Le cumul annuel moyen de précipitations est de 826 mm, avec 12,8 jours de précipitations en janvier et 9,6 jours en juillet. Pour la période 1991-2020 la température moyenne annuelle observée sur la station météorologique la plus proche, située sur la commune de Saint-Hilaire-sur-Helpe à 18 km à vol d'oiseau, est de 10,5 °C et le cumul annuel moyen de précipitations est de 802,4 mm,. Pour l'avenir, les paramètres climatiques de la commune estimés pour 2050 selon différents scénarios d'émission de gaz à effet de serre sont consultables sur un site spécial publié par Météo-France en novembre 2022.

## Urbanisme

### Typologie
Au 1er janvier 2024, Bergues-sur-Sambre est catégorisée commune rurale à habitat dispersé, selon la nouvelle grille communale de densité à 7 niveaux définie par l'Insee en 2022.
Elle est située hors unité urbaine. Par ailleurs la commune fait partie de l'aire d'attraction du Nouvion-en-Thiérache, dont elle est une commune de la couronne,. Cette aire, qui regroupe 12 communes, est catégorisée dans les aires de moins de 50 000 habitants,.

### Occupation des sols
L'occupation des sols de la commune, telle qu'elle ressort de la base de données européenne d'occupation biophysique des sols Corine Land Cover (CLC), est marquée par l'importance des territoires agricoles (91 % en 2018), une proportion sensiblement équivalente à celle de 1990 (91,4 %). La répartition détaillée en 2018 est la suivante : 
prairies (73,6 %), terres arables (17,4 %), zones urbanisées (9 %).
L'évolution de l'occupation des sols de la commune et de ses infrastructures peut être observée sur les différentes représentations cartographiques du territoire : la carte de Cassini (XVIIIe siècle), la carte d'état-major (1820-1866) et les cartes ou photos aériennes de l'IGN pour la période actuelle (1950 à aujourd'hui).

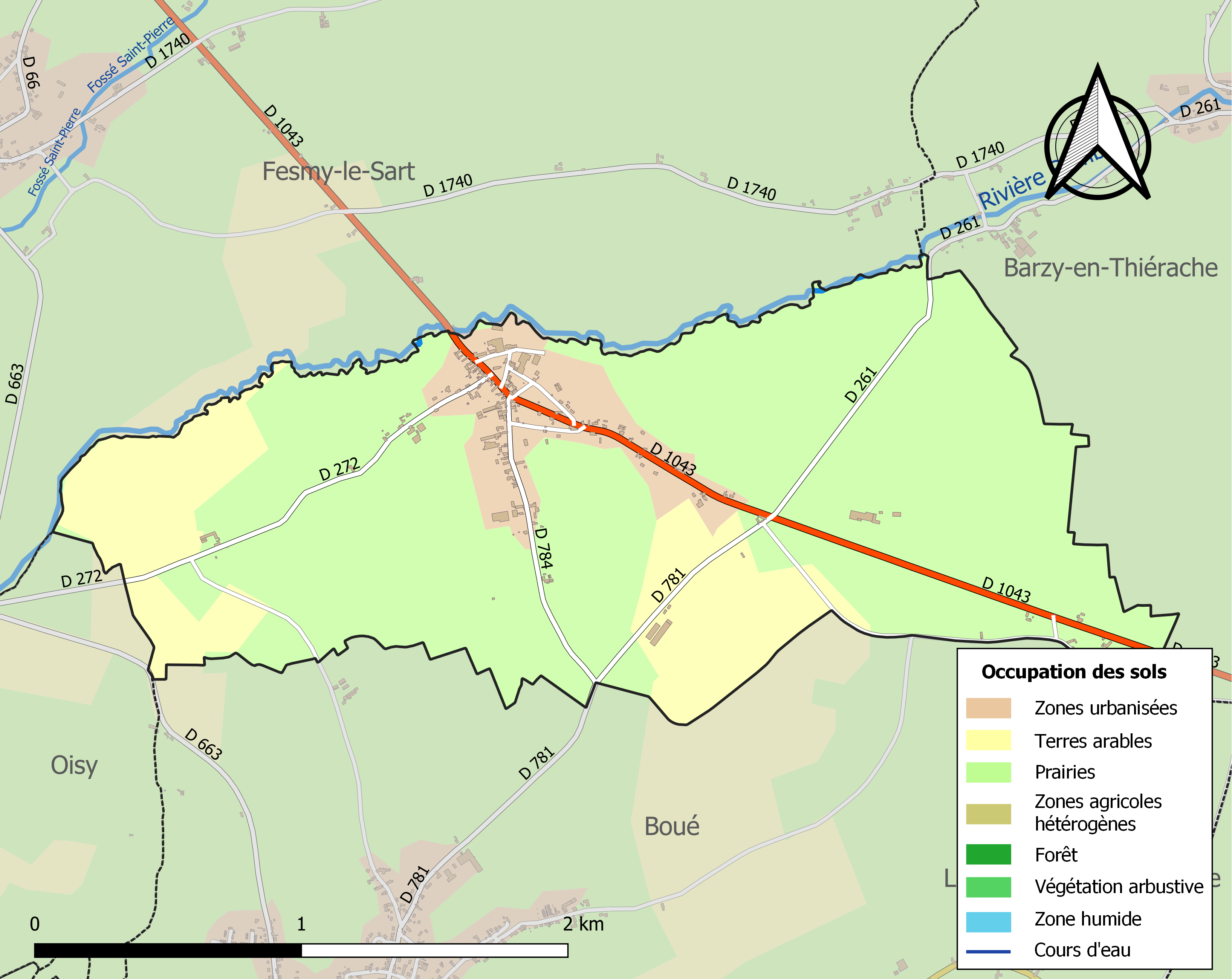
Carte des infrastructures et de l'occupation des sols de la commune en 2018 (CLC).

## Toponymie
- Noms anciens : Berghes (1227 - Cart. de l'abbaye de Foigny, f. 232, Bibl. imp.), Bergues-en-Thiérache (1344 - Arch. de l'Emp., Tr. des Ch, reg. 127, pièce 152), Bergues-au-Sard-de-Nouvion (1385 - Arch. de l'Emp., Tr. des Ch, reg. 150, pièce 156), Bergue (1648 - Chambre du clergé du diocèse de Laon). Sources : Dictionnaire topographique du département de l'Aisne - Auguste MATTON)
- le nom de la commune semble d'origine germanique (vieux francique), berg signifiant « mont, colline », description correspondant au relief de la commune.

## Histoire
- Bergues-sur-Sambre dépendait autrefois du duché de Guise.

Le 227ème Régiment d'Artillerie cantonne au village du 10 novembre 1918 à 10h00 jusqu'au 12 novembre 1918 à 6h00.

## Politique et administration

### Découpage territorial
La commune de Bergues-sur-Sambre est membre de la communauté de communes de la Thiérache du Centre, un établissement public de coopération intercommunale (EPCI) à fiscalité propre créé le 31 décembre 1992 dont le siège est à La Capelle. Ce dernier est par ailleurs membre d'autres groupements intercommunaux.
Sur le plan administratif, elle est rattachée à l'arrondissement de Vervins, au département de l'Aisne et à la région Hauts-de-France. Sur le plan électoral, elle dépend du  canton de Guise pour l'élection des conseillers départementaux, depuis le redécoupage cantonal de 2014 entré en vigueur en 2015, et de la troisième circonscription de l'Aisne  pour les élections législatives, depuis le dernier découpage électoral de 2010.

### Administration municipale
| Période                                  | Période                   | Identité          | Étiquette | Qualité                                                   |
| ---------------------------------------- | ------------------------- | ----------------- | --------- | --------------------------------------------------------- |
| avant 1875                               | après 1876                | Legrand           |           |                                                           |
| Les données manquantes sont à compléter. |                           |                   |           |                                                           |
| mars 2001                                | mars 2008                 | Michel Felbacq    |           | Agriculteur                                               |
| mars 2008                                | 6 avril 2015              | Gérard Lacoche    | DVG       | Artisan retraité Décédé en fonction.,                     |
| 6 avril 2015                             | 20 juin 2015              | Guillaume Dhuiège |           | Premier adjoint, chargé de l'intérim                      |
| 20 juin 2015                             | mai 2020                  | Guillaume Dhuiège |           | Chargé de mission du parc naturel régional de l'Avesnois, |
| mai 2020                                 | En cours (au 23 mai 2020) | Frédéric Lacoche  |           |                                                           |

## Démographie
L'évolution du nombre d'habitants est connue à travers les recensements de la population effectués dans la commune depuis 1793. Pour les communes de moins de 10 000 habitants, une enquête de recensement portant sur toute la population est réalisée tous les cinq ans, les populations de référence des années intermédiaires étant quant à elles estimées par interpolation ou extrapolation. Pour la commune, le premier recensement exhaustif entrant dans le cadre du nouveau dispositif a été réalisé en 2005.

En 2022, la commune comptait 206 habitants, en évolution de −3,29 % par rapport à 2016 (Aisne : −1,97 %, France hors Mayotte : +2,11 %).
| 1793 | 1800 | 1806 | 1821 | 1831 | 1836 | 1841 | 1846 | 1851 |
| ---- | ---- | ---- | ---- | ---- | ---- | ---- | ---- | ---- |
| 337  | 324  | 307  | 311  | 331  | 339  | 342  | 345  | 341  |

| 1856 | 1861 | 1866 | 1872 | 1876 | 1881 | 1886 | 1891 | 1896 |
| ---- | ---- | ---- | ---- | ---- | ---- | ---- | ---- | ---- |
| 342  | 359  | 363  | 374  | 353  | 354  | 329  | 320  | 338  |

| 1901 | 1906 | 1911 | 1921 | 1926 | 1931 | 1936 | 1946 | 1954 |
| ---- | ---- | ---- | ---- | ---- | ---- | ---- | ---- | ---- |
| 328  | 346  | 302  | 258  | 271  | 243  | 261  | 270  | 259  |

| 1962 | 1968 | 1975 | 1982 | 1990 | 1999 | 2005 | 2006 | 2010 |
| ---- | ---- | ---- | ---- | ---- | ---- | ---- | ---- | ---- |
| 282  | 269  | 264  | 239  | 211  | 195  | 202  | 199  | 220  |

| 2015 | 2020 | 2022 | - | - | - | - | - | - |
| ---- | ---- | ---- | - | - | - | - | - | - |
| 211  | 209  | 206  | - | - | - | - | - | - |

## Culture locale et patrimoine

### Personnalités liées à la commune
- Camille Godelle (1804-1874), député de l'Aisne.

### Associations
- Foyer rural.
- Société de chasse et de pêche.
- Club du 3e âge.
- L'Amicale.
- Les Anciens combattants.

## Pour approfondir